# Palacio del Príncipe de Oldemburgo
El palacio del príncipe de Oldemburgo (en ruso: Дворец принца Александра Ольденбургского) fue una construcción residencial y recreativa construida para el duque Alejandro de Oldenburgo en la costa caucásica del Mar Negro, localizada actualmente cerca de la ciudad de Gagra (de iure parte de Georgia aunque de facto de la autoproclamada República de Abjasia).

## Situación
El palacio está ubicado cerca del pequeño río Joekwara, en el monte Mamzykhsha (parte de los Montes de Gagra).

## Historia
En enero de 1903, su propietario, el duque Alejandro de Oldenburgo, en el recién inaugurado restaurante Gagripsh anunció la creación de un resort climático en Gagra.
Después de la revolución, Alejandro de Oldenburgo abandonó Rusia, sus propiedades fueron nacionalizadas y se construyó un sanatorio para pacientes con problemas nerviosos en el palacio. En la época soviética, el sanatorio que lleva el nombre de I.V. Stalin, y luego a la pensión de élite "Seagull". Sin embargo, a fines de la década de 1980, el castillo sufrió graves daños por un incendio.
Durante la guerra en Abjasia (1992-1993), el castillo sufrió graves daños. A pesar de esto, se ha planteado la cuestión de incluir el palacio en la lista de sitios del Patrimonio de la Humanidad de la UNESCO.
En 2013, el duque Gounod de Oldenburgo (sobrino del duque Alejandro de Oldenburgo) y su esposa visitaron el castillo. La recepción se llevó a cabo en un ala restaurada en ese momento.

## Arquitectura

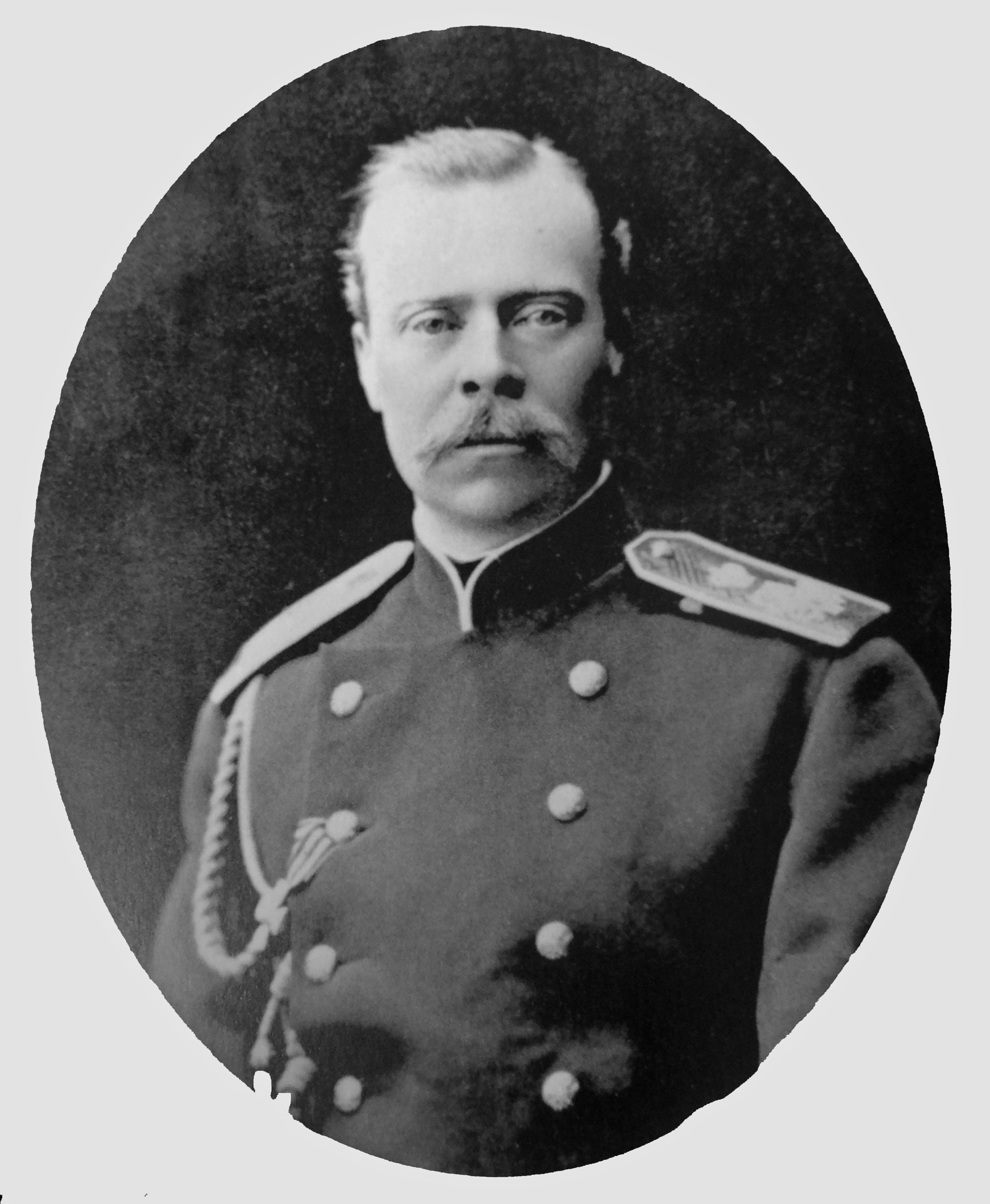
Retrato del duque Alejandro de Oldemburgo

El castillo fue construido entre 1898 y 1902 según el diseño del arquitecto Grigory Ippolitovich Lyucedarsky. Hay una versión sobre la finalización del edificio por parte del contratista local Yahye Kerbolaya Abbase. El mito afirma que al colocar los cimientos, se agrietó dos veces, y luego se invitó a un contratista local, quien construyó el palacio en la montaña según los planos que le fueron entregado.
El palacio se destaca por sus formas fluidas y detalles brillantes: un techo de tejas rojas, balcones coloridos y ventanas de formas intrincadas. Sobre la fachada principal se alza la Torre del Halconero, erigida expresamente por orden del príncipe, aficionado a la cetrería. En un elegante edificio con frontón central semicircular, balcones calados y techo de teja roja. Tiene inmerso un lujoso jardín con piscinas, esculturas, fuentes, altas puertas arqueadas.
El palacio fue construido por etapas. Primero, el palacio en sí se construyó con una ventana panorámica redonda en la oficina del príncipe, una chimenea y un rizo de metal calado. Luego se hizo una parte adjunta del hotel para miembros de la familia real y representantes de la más alta nobleza del Imperio ruso.
Había dos faros en el territorio, iluminando el camino para barcos y yates adecuados. La entrada al patio del castillo era muy estrecha, por lo que el automóvil Mercedes, en el que viajaba el príncipe, no tenía dónde girar en el patio, por lo que se inventó un círculo de giro de madera frente al umbral.

## Galería

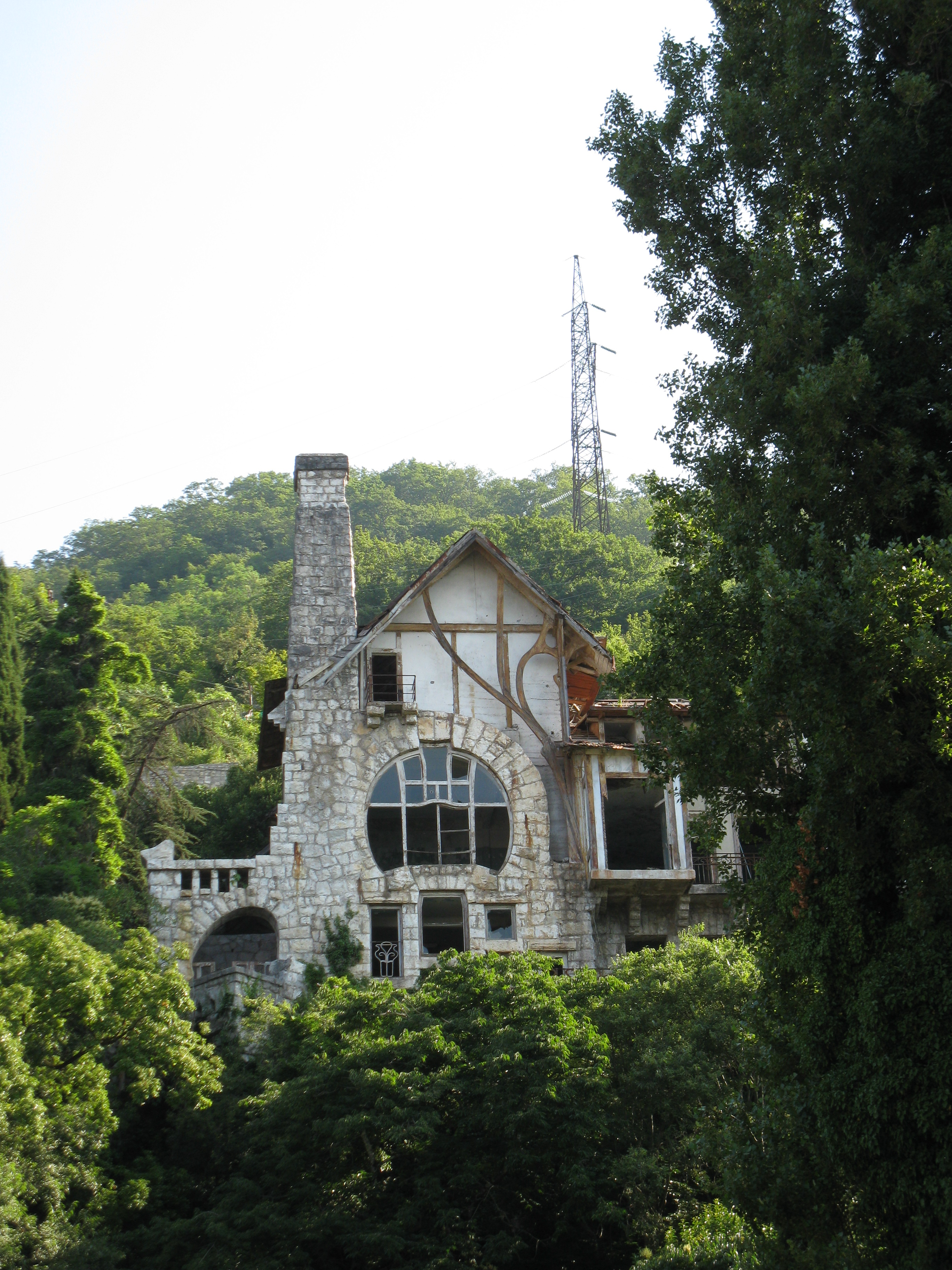
Fachada del palacio en 2016
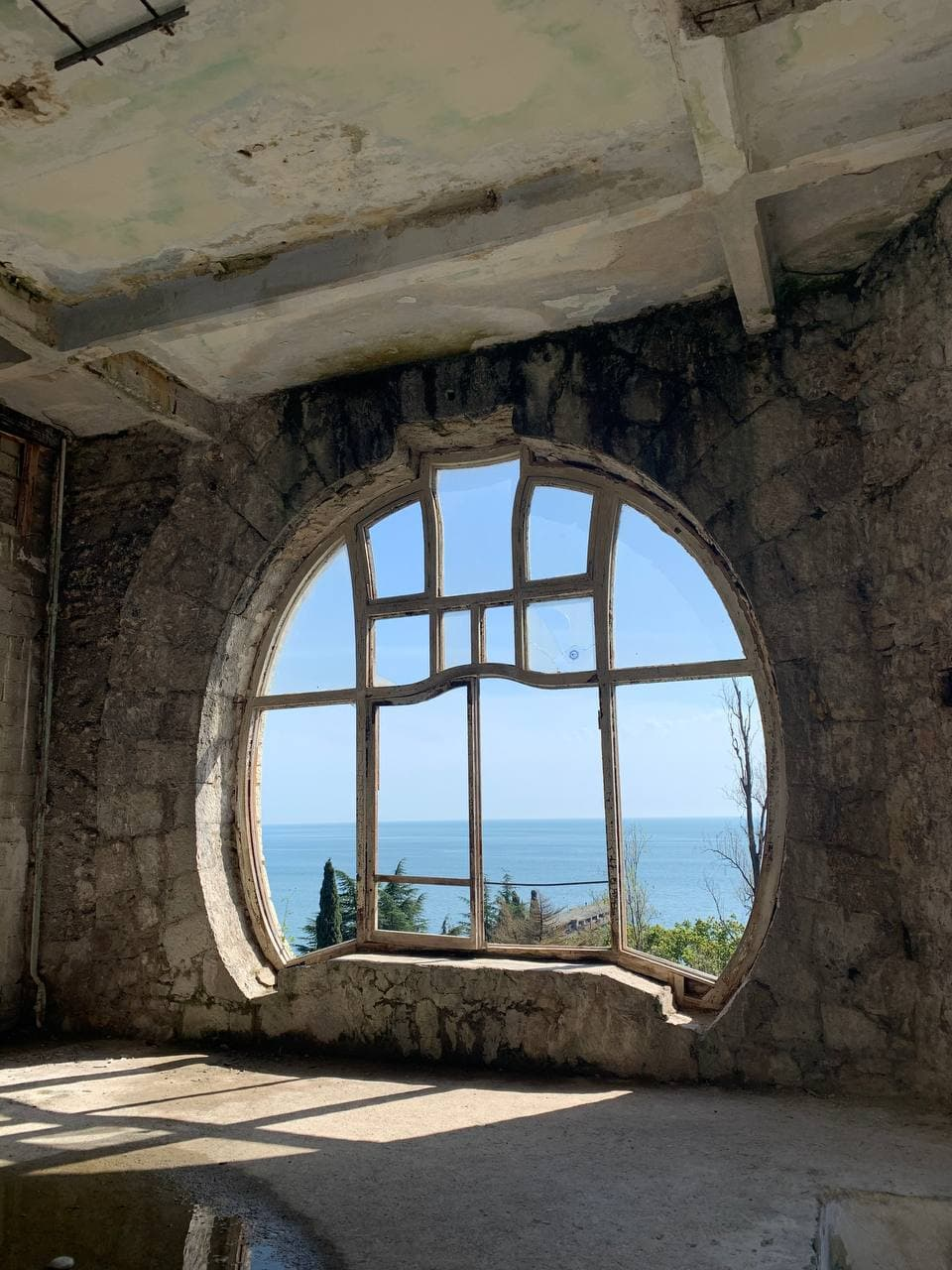
Ventana principal del palacio
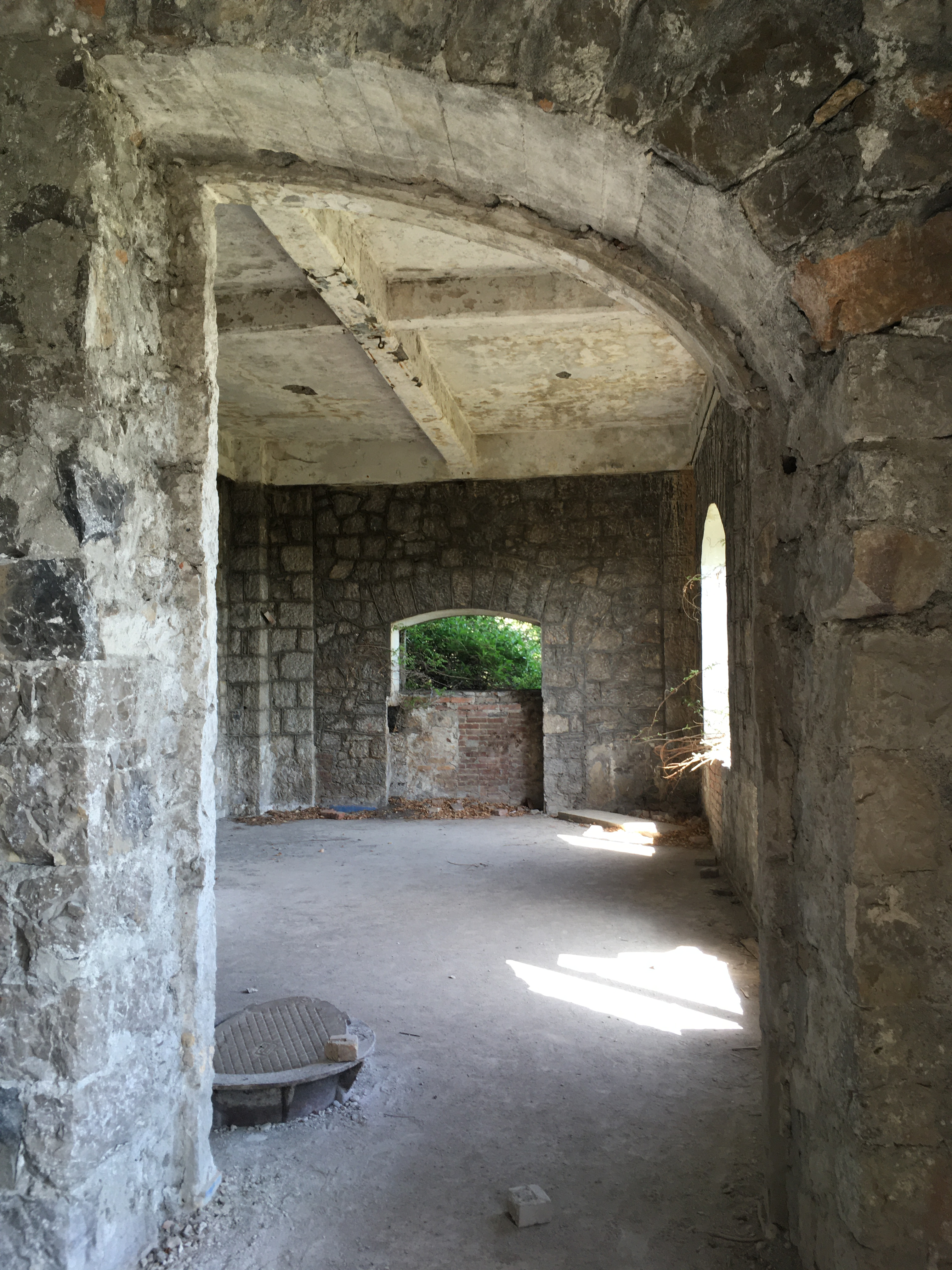
Interior del palacio
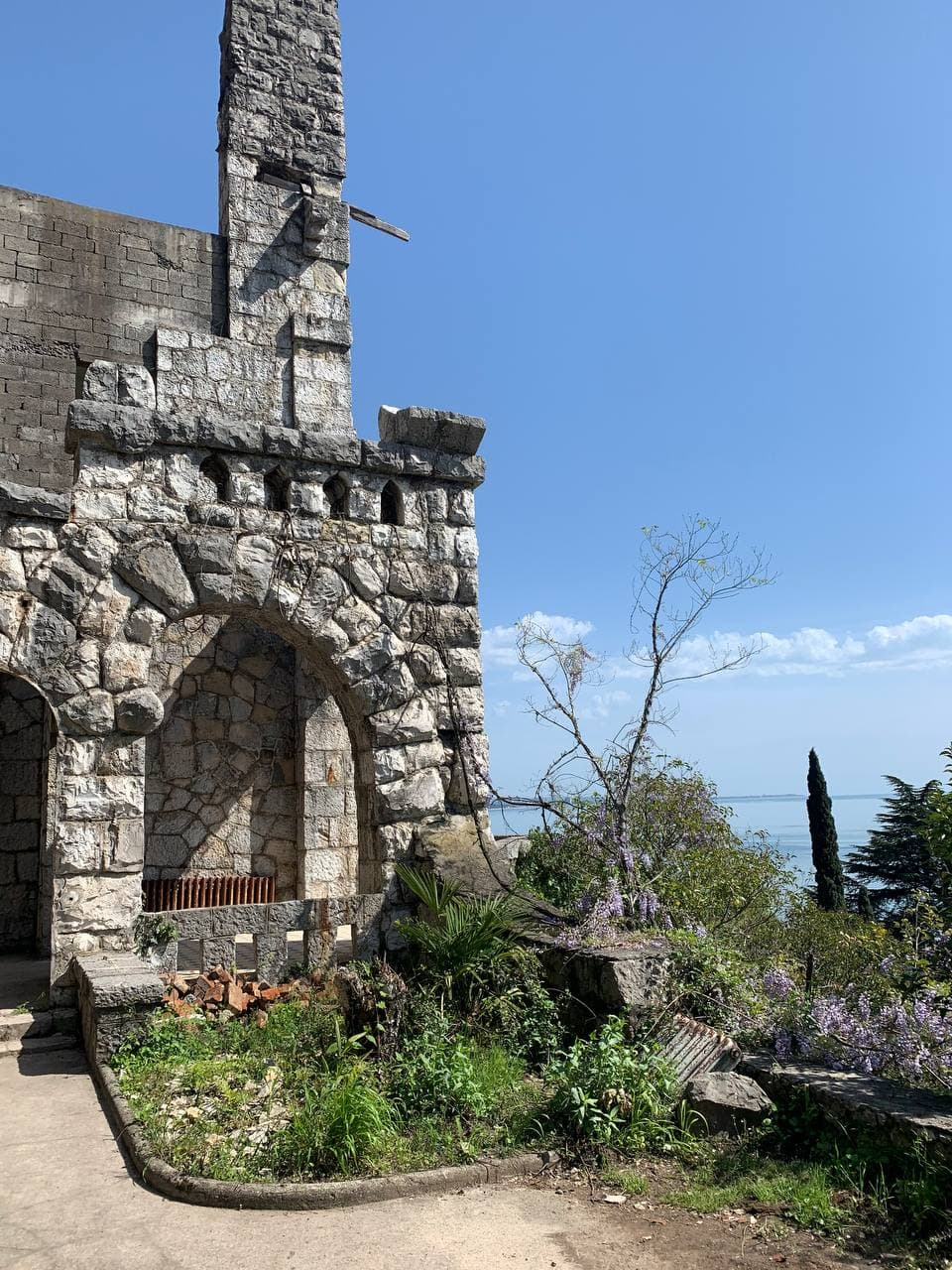
Jardín y porche del palacio
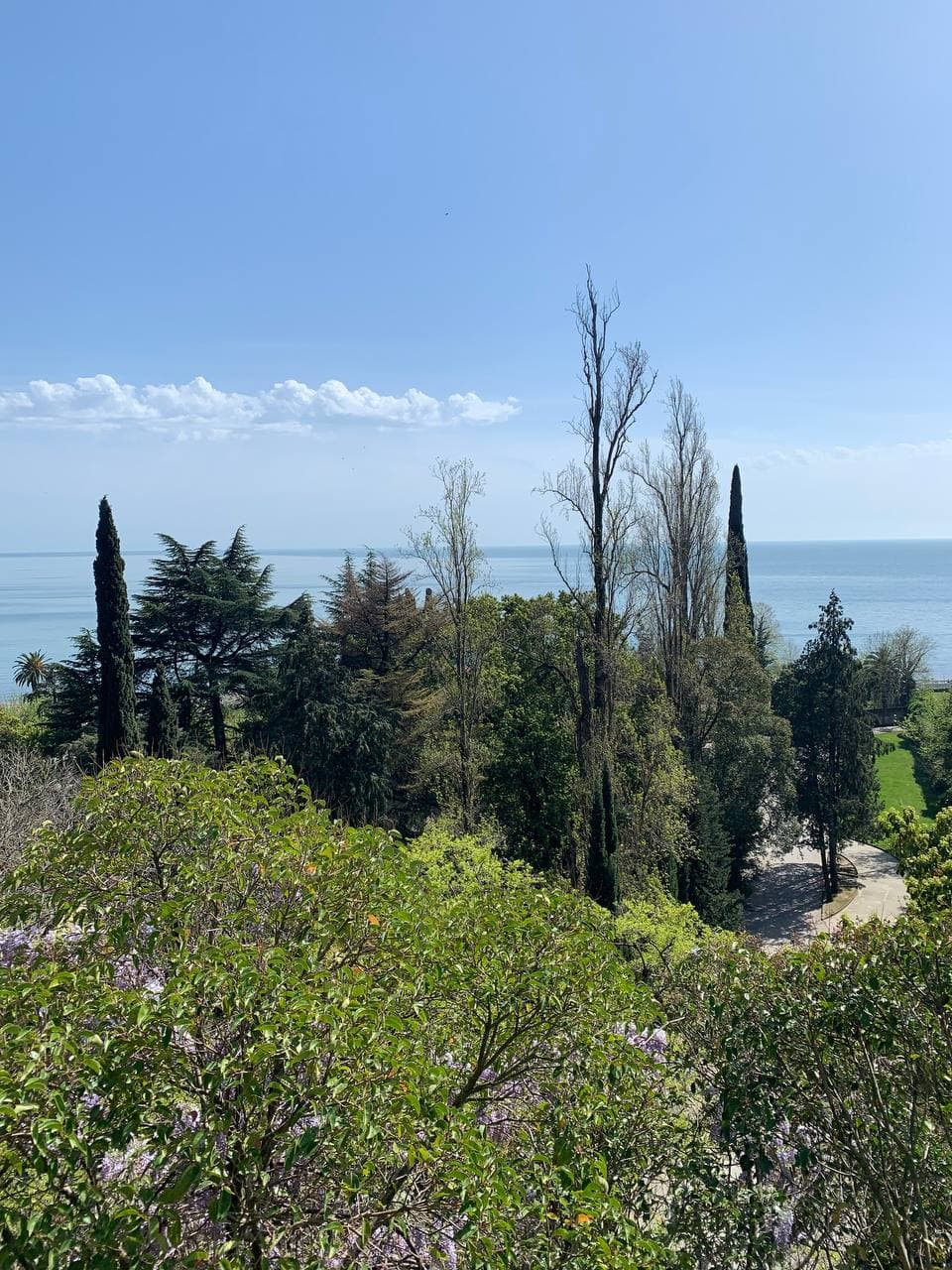
Jardines del palacio del príncipe de Oldemburgo